# I Turn to You (bài hát của All-4-One)
"I Turn to You" là ca khúc của nhóm All-4-One do Diane Warren sáng tác cho nhạc phim Space Jam năm 1996, được Christina Aguilera thu âm và phát hành dưới dạng đĩa đơn thứ ba trích từ album đầu tay Christina Aguilera của cô. Bài hát tuy không thành công lắm so với hai đĩa đơn của Aguilera trước đó nhưng đã giúp cô thoát khỏi cái bóng của những cô nàng tóc vàng cùng thời và khẳng định mình là một ca sĩ có giọng ca đẳng cấp.

## Phiên bản cover của Christina Aguilera
"I Turn to You" là một bản ballad viết trên nền nhạc R&B nhưng được Aguilera cover lại trên nền nhạc pop dễ cảm. Đoạn bridge của bài hát viết ở những nốt cao, cao nhất là nốt F5 tương ứng với đoạn phiêu tuyệt vời của Aguilera. Bài hát tuy không sử dụng nhiều nhạc cụ nhưng vẫn không đơn điệu bởi giọng hát giàu nội lực của Aguilera đã điều tiết tài tình. Nội dung bài hát nói về một cô gái được giúp đỡ tìm ra ánh sáng thoát khỏi bóng đêm của cơn mưa bao trùm làm mất phương hướng bởi người yêu, người bạn hoặc cũng có thể là một người thân trong gia đình.

### Phát hành
"I Turn to You" được phát hành vào trung tuần tháng 6 tại Mỹ và tháng 7 năm 2000 tại Anh sau thành công của "What a Girl Wants" nửa năm trước. Bài hát đạt vị trí #3 trên Billboard Hot 100 nhưng lại không thành công ở các quốc gia khác trên thế giới khi chỉ đạt vị trí #10 tại Canada, #19 tại Anh, #40 tại Úc và không lọt nổi vào Top 20 của bảng xếp hạng đĩa đơn châu Âu.

### Video âm nhạc

Aguilera trong video "I Turn To You"

Video clip của "I Turn to You" do đạo diễn Rupert C. Almont thực hiện. Video bắt đầu với cảnh Aguilera đang đứng hát trước micro lọc thanh. Tiếp theo là cảnh Aguilera vừa đi vừa cầm dù hát dưới trời mưa. Những cảnh cuối cùng, Aguilera đứng hát trên nóc một tòa cao ốc trong đêm đen. Các cảnh ấy được lồng ghép xen kẽ với một câu truyện phim về một người phụ nữ gặp tai nạn giao thông khi đang lái ô tô dưới trời mưa. Biết tin, một người thân của người phụ nữ ấy liền tức tốc chạy đến hiện trường. Hai người cùng nhau về nhà. Người phụ nữ gặp tai nạn vô vàn hạnh phúc khi nhận được sự quan tâm và an ủi người thân.

### Xếp hạng
| Bảng xếp hạng (2000)                                                             | Vị trí cao nhất |
| -------------------------------------------------------------------------------- | --------------- |
| Úc (ARIA)                                                                        | 40              |
| Áo (Ö3 Austria Top 40)                                                           | 30              |
| Bỉ (Ultratop 50 Flanders)                                                        | 30              |
| Bỉ (Ultratop 50 Wallonia)                                                        | 33              |
| Canada (Canadian Hot 100)                                                        | 10              |
| Đức (GfK)                                                                        | 65              |
| Hà Lan (Dutch Top 40)                                                            | 40              |
| New Zealand (Recorded Music NZ)                                                  | 11              |
| Tây Ban Nha (PROMUSICAE)                                                         | 12              |
| Thụy Điển (Sverigetopplistan)                                                    | 47              |
| Thụy Sĩ (Schweizer Hitparade)                                                    | 30              |
| Anh Quốc (OCC)                                                                   | 19              |
| Hoa Kỳ Billboard Hot 100                                                         | 3               |
| Hoa Kỳ Pop Airplay (Billboard)                                                   | 8               |
| Hoa Kỳ Adult Pop Airplay (Billboard)                                             | 27              |
| Hoa Kỳ Adult Contemporary (Billboard)                                            | 5               |
| Hoa Kỳ Hot Latin Songs (Billboard) Phiên bản tiếng Tây Ban Nha: "Por Siempre Tú" | 6               |

#### Xếp hạng cuối năm
| End of year chart (2000) | Position |
| ------------------------ | -------- |
| Billboard Hot 100        | 42       |